# Catargynnis gigas
Catargynnis gigas är en fjärilsart som beskrevs av Frederick DuCane Godman och Osbert Salvin 1877. Catargynnis gigas ingår i släktet Catargynnis och familjen praktfjärilar. Inga underarter finns listade i Catalogue of Life.